# Csomós zöldhúr
A csomós zöldhúr (Sagina nodosa) a szegfűvirágúak (Caryophyllales) rendjébe, ezen belül a szegfűfélék (Caryophyllaceae) családjába tartozó faj.

## Előfordulása
A csomós zöldhúr Közép- és Észak-Európa, Nyugat-Szibéria és Észak-Amerika területein található meg. Közép-Európában szórványosan fordul elő, az Alpokban 1000 méter tengerszint feletti magasságig felhatol. Magyarországon kihalt, utolsó gyűjtése 1949-ből származik. A nedves területek lecsapolása miatt erősen veszélyeztetett növény.

## Alfajai
- Sagina nodosa subsp. borealis G.E. Crow
- Sagina nodosa subsp. nodosa

## Megjelenése
A csomós zöldhúr szétterülő vagy felemelkedő, egyszerű szárú, évelő növény, magassága 5-15 centiméter. A levelek szálas fonal alakúak, csúcsuk rövid tüskés. Az alsó levelek hosszabbak, mint a felsők, az utóbbiak hónaljában apró levélcsomók fejlődnek. A hosszú kocsányú virágok fehérek, 5-10 milliméteresek. Az 5 szirom ép szélű, kétszer olyan hosszú, mint a zöld csészelevelek.

## Hasonló fajok
A szálkás zöldhúr (Sagina subulata) sűrűn gyepes növekedésű, a szirmok olyan hosszúak, mint a csésze.
A heverő zöldhúr (Sagina procumbens) virágai négy tagúak, a szirmok a csészénél rövidebbek.

## Életmódja
A csomós zöldhúr mocsár- és láprétek, iszaptársulások, nyirkos, tőzeges talajok lakója.
A virágzási ideje júniustól augusztus végéig tart.

## Képek

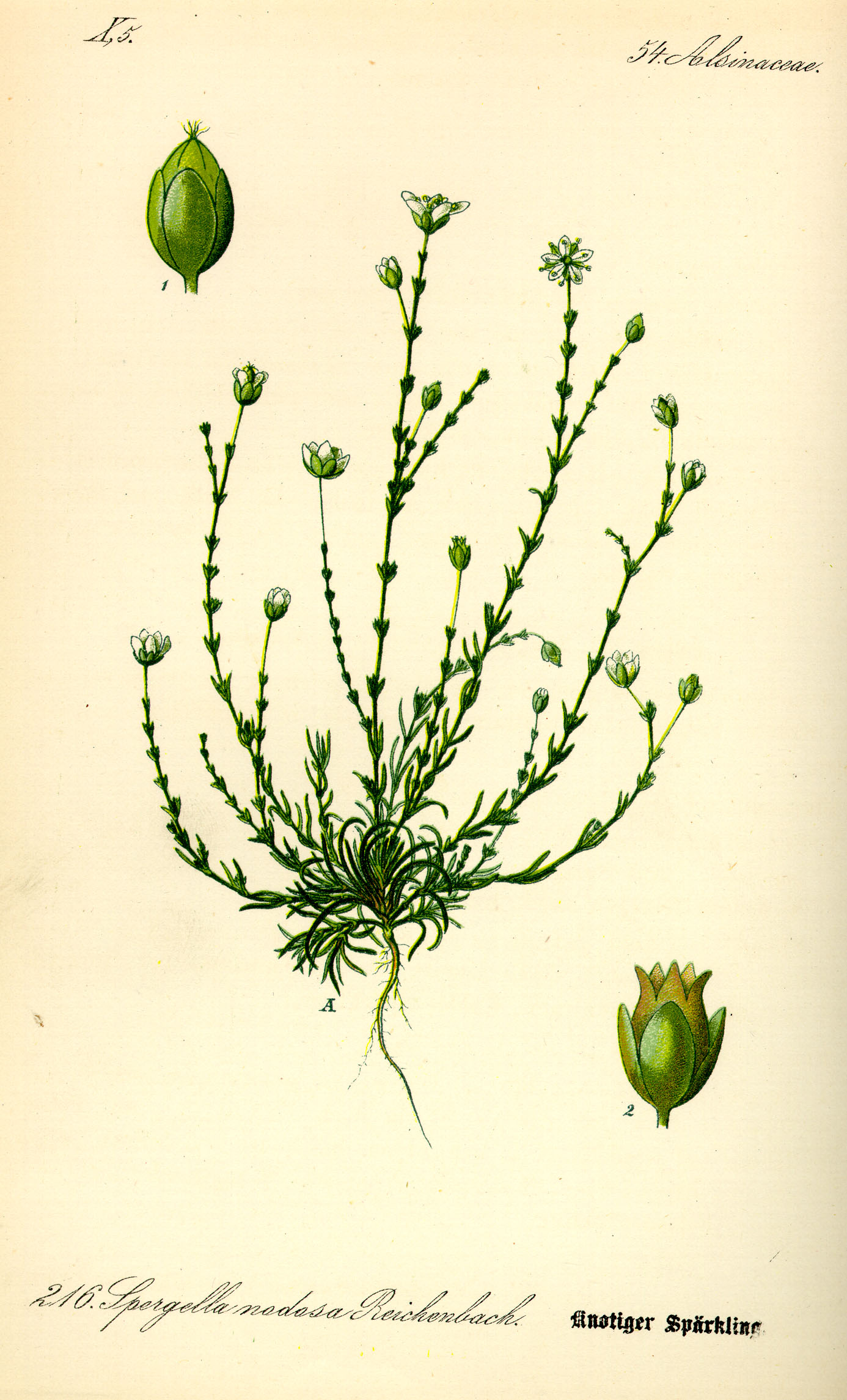
Rajzok
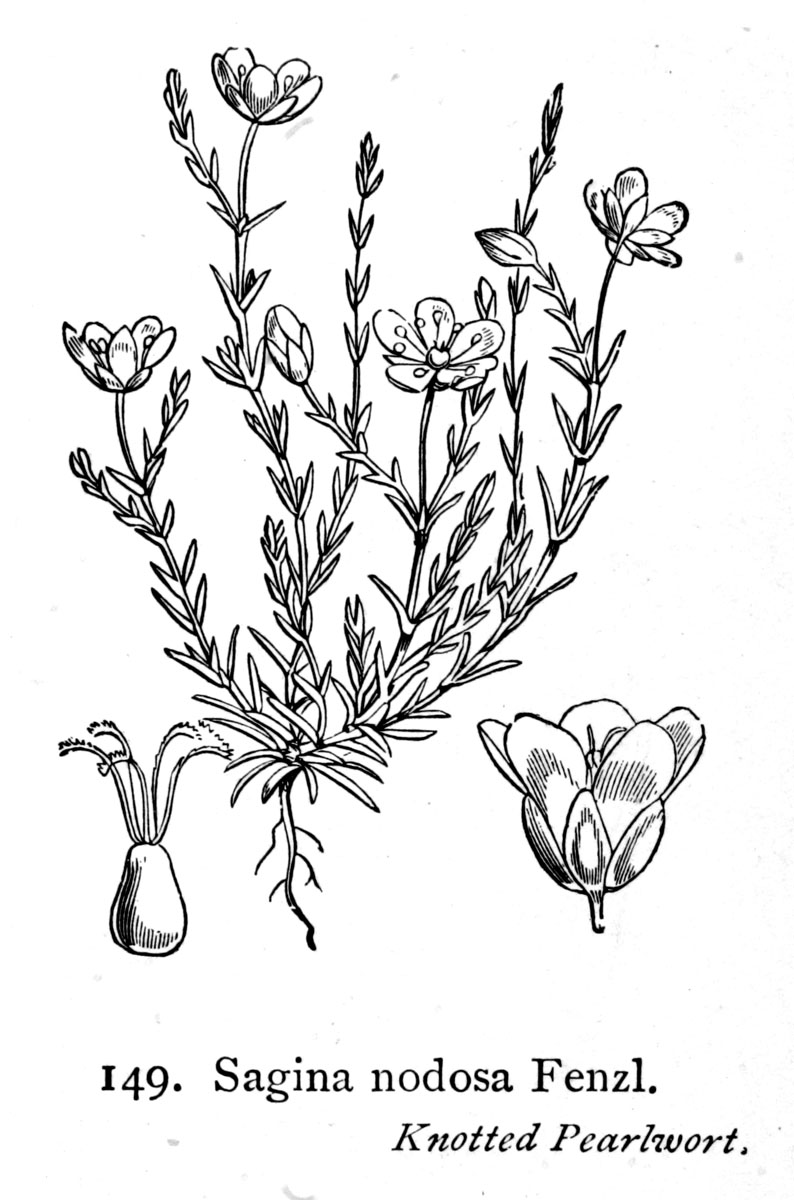
a növényről